# Syncordulia legator
Syncordulia legator là loài chuồn chuồn trong họ Synthemistidae. Loài này được Dijkstra, Samways & Simaika mô tả khoa học đầu tiên năm 2007.